# Brand in Pension de Vogel

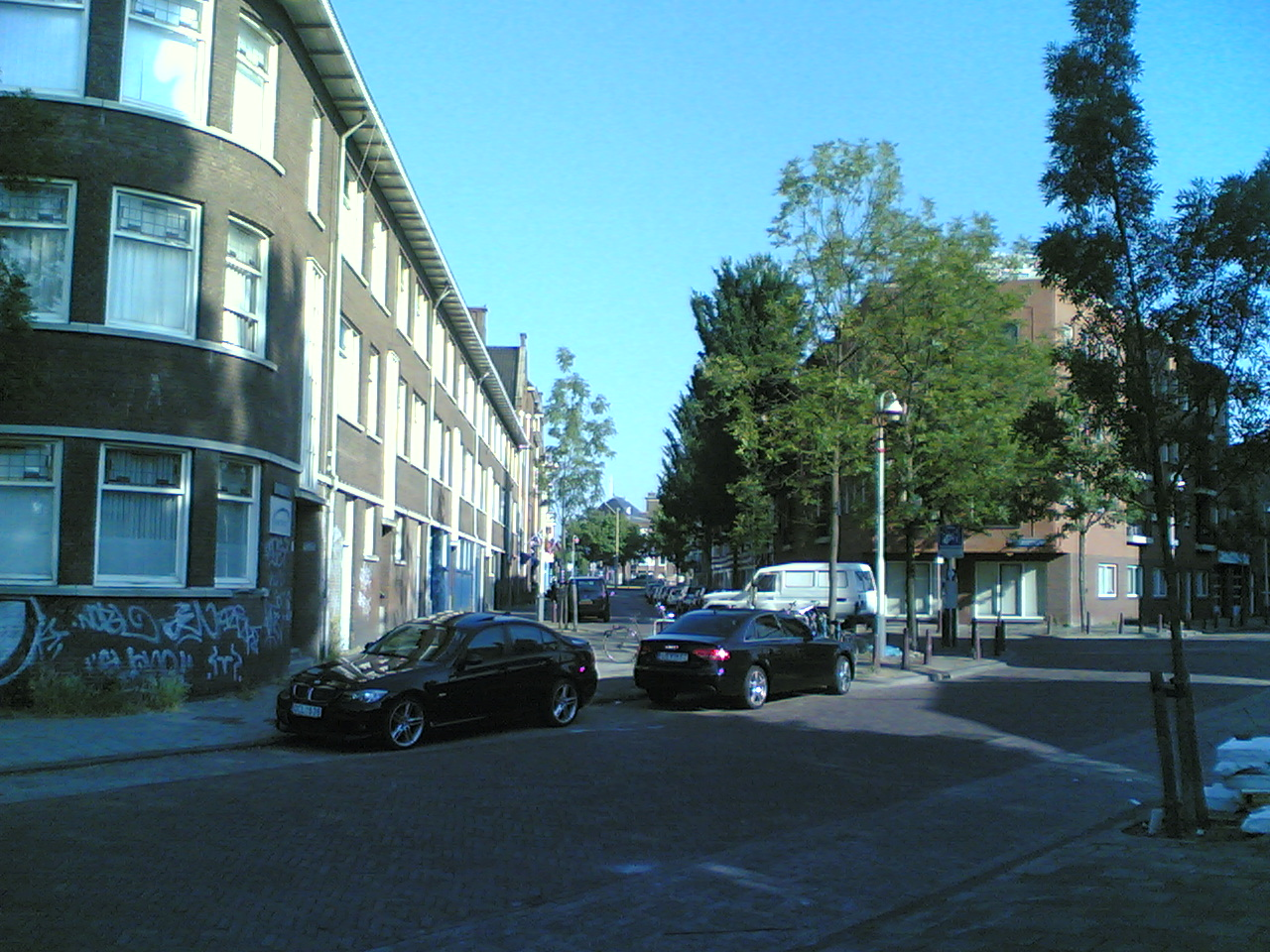
Scheepmakersstraat (2008). Op de plek van het gebouw rechts bevond zich Pension de Vogel.

De brand in Pension de Vogel vond plaats op 16 september 1992 aan de Scheepmakersstraat 22 in Den Haag, nadat een bewoonster brand had gesticht.  Bij de brand overleden elf mensen en raakten er vijftien gewond.
Pension de Vogel was een opvanghuis voor dakloze mensen en mensen met sociale problemen, zoals alcoholisme, drugsverslaving en psychiatrische aandoeningen.
Ans de Vogel (die liefkozend Ma Vogel werd genoemd) voorzag al 30 jaar in een pension waar deze mensen konden verblijven. Oorspronkelijk was het pension gevestigd aan de Poeldijksestraat, maar het pand daar voldeed niet aan de regels en na gemeentelijke interventie verhuisde het pension: eerst naar de Weteringkade en daarna naar de Scheepmakersstraat.
In het gebouw aan de Scheepmakersstraat waren er 38 kleine kamers die door houten schotten werden gescheiden. Er was ook een gemeenschappelijke woon- en eetkamer. Het pension was bekend bij de Haagse brandweer die eerder in 1989 een vergunning had geweigerd omdat er geen brandalarmen, brandtrappen en vuurvaste afscheidingen tussen de kamers waren. Omdat de beheerder van het pand had beloofd om het gebouw te renoveren werd de situatie door de brandweer gedoogd voor de eerste en tweede verdieping, maar bewoning van de zolder werd strikt afgeraden.

## De brand
In de nacht van 15 op 16 september 1992 waren er meer dan 50 mensen in het pension. Omdat er gebrek aan ruimte was verbleven er tien mensen op de zolder, ondanks de negatieve adviezen van de brandweer.
In de vroege morgen van 16 september brak er brand uit op de eerste verdieping. De brand breidde zich snel uit door het gebouw. Toen de brandweer arriveerde sprongen mensen al uit de ramen en van het dak. Terwijl de hulpoperatie in gang was gezet stortte een deel van de zolder in en al spoedig stond het trapgat in brand. De kooiladder aan de buitenkant van het gebouw was de enige veilige uitweg voor de achterblijvende bewoners, maar deze wisten niet van het bestaan ervan.
Elf van de bewoners van het pension stierven door brandwonden of als gevolg van bij het springen opgelopen verwondingen. Van de vijftien gewonden waren er vijf zwaargewond.

## Nasleep
Na de brand bekende een van de bewoners brand te hebben gesticht, nadat ze al eerder had gedreigd het gebouw in brand te steken. Ze had wat benzine gekocht bij een tankstation en nadat de beheerder van het gebouw om half vier 's ochtends was vertrokken had ze haar kamer in brand gestoken.
De gemeente werd sterk bekritiseerd vanwege het gedogen van de situatie en al snel volgden er strikte maatregelen en controles voor pensions en huurwoningen, die landelijk werden nagevolgd.